# Albert George Wilson
| 1620 Geographos   | 14 settembre 1951 |
| 1915 Quetzálcoatl | 9 marzo 1953      |
| 1980 Tezcatlipoca | 19 giugno 1950    |
| 10000 Myriostos   | 30 settembre 1951 |
| (118162) 1951 SX  | 29 settembre 1951 |

Albert George Wilson (Houston, 28 luglio 1918 – Sebastopol, 27 agosto 2012) è stato un astronomo statunitense.

## Biografia
Laureatosi nel 1947 in matematica al California Institute of Technology, entrò nel 1949 all'Osservatorio di Monte Palomar. Nel 1953 passò all'Osservatorio Lowell, divenendone direttore tra il 1954 e il 1957. Dopo una serie di impieghi nel settore privato, dopo il 1972 diventò docente di filosofia alla University of Southern California.
Il Minor Planet Center gli accredita la scoperta di cinque asteroidi, effettuate tra il 1950 e il 1953, in parte in collaborazione con altri astronomi: Rudolph Minkowski e Åke Anders Edvard Wallenquist.
Ha inoltre coscoperto tre comete: D/1952 B1 Harrington-Wilson, C/1961 O1 Wilson-Hubbard e 107P/Wilson–Harrington. Di quest'ultima, coscoperta con Robert G. Harrington, non si riuscì ad accertarne l'orbita. L'oggetto fu riscoperto più tardi in una fase in cui non manifestava attività cometaria e venne inizialmente classificato come asteroide: per tale ragione l'oggetto è anche denominato 4015 Wilson-Harrington.
Infine ha scoperto alcuni oggetti del profondo cielo, tra cui l'ammasso globulare Palomar 5 e le galassie Leo I, Leo II, Nana irregolare di Pegaso e Nana dell'Orsa Minore.